# Piotr Biegański

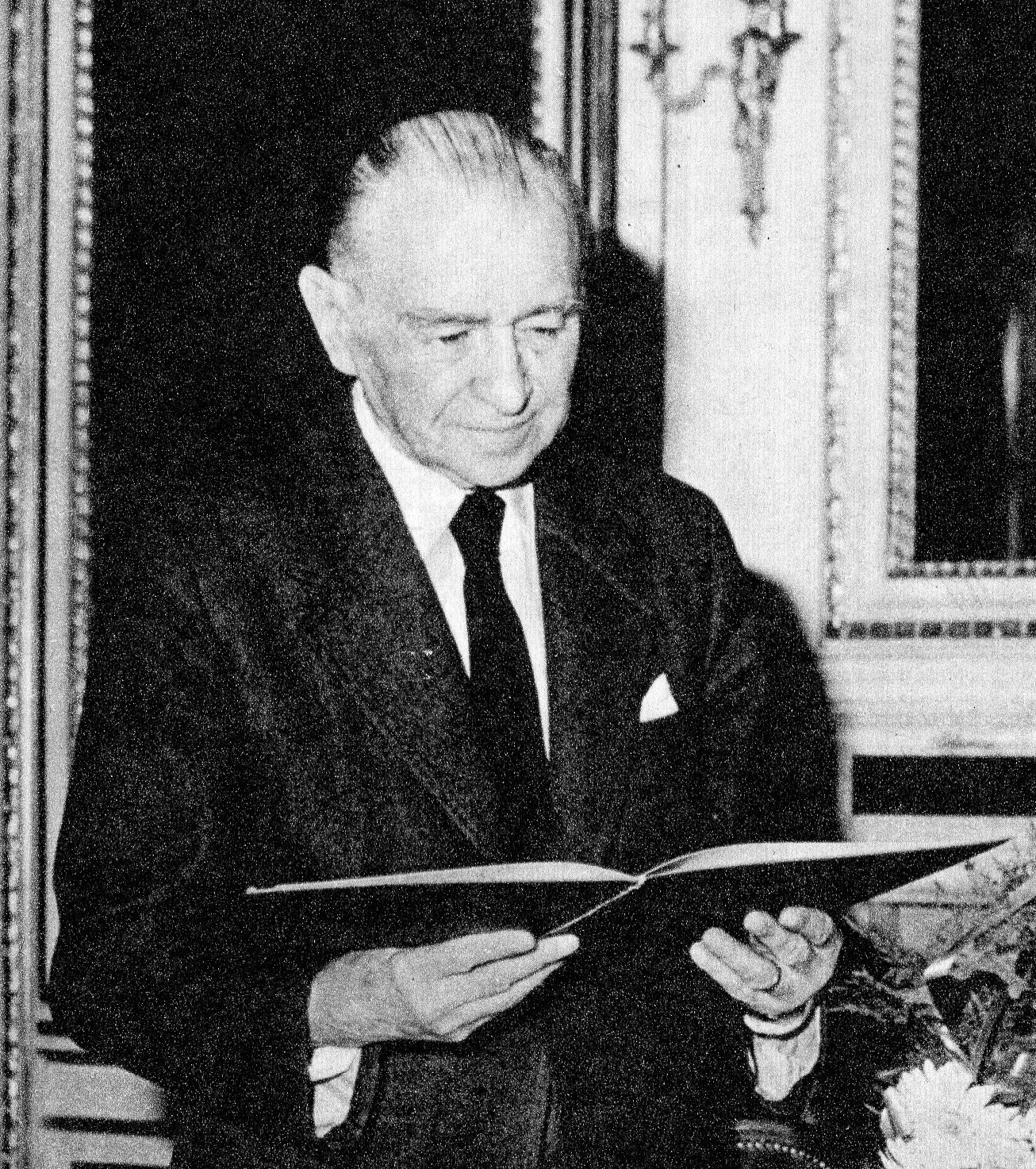
Piotr Biegański

Piotr Biegański (* 8. Mai 1905 in Raseiniai; † 12. Januar 1986) war ein polnischer Architekt und Hochschullehrer. Er war wesentlich am Wiederaufbau Warschaus nach dem Zweiten Weltkrieg beteiligt.

## Leben
Biegański wurde als  ältestes Kind der Eheleute Teodor und Emilia, geb.  Kowalska, im heutigen Litauen geboren. Vier Jahre nach dem Tode des Vaters zog die Mutter 1918 mit den Kindern nach Warschau. Biegański besuchte hier die Mickiewicz-Realschule (poln.: Gimnazjum im. A. Mickiewicza, vormals Gimnazjum im. E. Konopczyński). Später studierte er an der Technischen Universität in Warschau und besuchte Universitäten im Ausland.
Während des Zweiten Weltkrieges lehrte er im Rahmen von Untergrundvorlesungen der Politechnika. Er unterstützte die Heimatarmee. Nach Kriegsende organisierte er mit den Architekten Józef Sigalin, Lech Niemojewski, Bohdan Lachert, Jan Zachwatowicz, Stanisław Albrecht und Marian Spychalski den Wiederaufbau Warschaus im Rahmen der Aktivitäten des Biuro Odbudowy Stolicy (BOS), das am 22. Januar 1945 eröffnet wurde. Von 1945 bis 1954 war er Konservator der Stadt Warschau (poln.: Konserwator zabytków m. st. Warszawy), eine beispiellos herausfordernde Aufgabe. Die Behörden der Volksrepublik ernannten ihn in diese Funktion, obwohl er kein Kommunist war.
In Biegańskis Zeit als BOS-Mitglied und Stadtkonservator fielen der Wiederaufbau der Warschauer Altstadt und der Neustadt. Für die Rekonstruktion vieler weiterer, kriegszerstörter Gebäude war er ebenfalls verantwortlich, so für die Wiederherstellung des gesamten Gebäude-Ensembles an der Westseite des heutigen Plac Bankowe, bestehend aus dem Palast der Regierungskommission für Einkünfte und Finanzen, dem Palast des Schatzministers und dem Gebäude der ehemaligen Börse und Nationalbank in Warschau wiederaufgebaut. Er entwarf die Wiederaufbaupläne für den Staszic-Palast, den Sobański-Palast (1946–1950), den Kazimierz-Palast der Universität Warschau (1945–54) und den Hołowczyc-Palast (1949).
1945 wurde er als Professor an die Architekturfakultät der Politechnika berufen. Von 1960 bis 1964 leitete er die Fakultät als Dekan. 1951/1952 war er Wettbewerbssieger bei einer Ausschreibung zum Neubau des Opernhauses in Leipzig. Biegański war ein Ehrenpreisträger (poln.: Laureat nagrody honorowej) des Polnischen Architektenverbandes SARP. Außerdem war er u. a. Mitglied der Mickiewicz-Akademie in Bologna und des Internationalen Rates für Denkmalpflege ICOMOS.